# L'Ancienne Capitale
Pour plus de détails, voir Fiche technique et Distribution.
 L'Ancienne Capitale (古都, Koto) est un film japonais réalisé par Kon Ichikawa, sorti en 1980. C'est l'adaptation du roman Kyoto de Yasunari Kawabata et le remake du film de 1963 Kyoto réalisé par Noboru Nakamura.

## Synopsis
Chieko travaille dans le magasin de ses parents. Elle a été élevée dans l'idée que ses parents l'avaient volée quand elle était bébé. Elle est profondément bouleversée d'apprendre que ses vrais parents l'ont abandonnée. Un jour, Chieko rencontre une femme nommée Naeko qui lui ressemble trait pour trait dans un village qu'elle visite avec un ami.

## Fiche technique
- Titre : L'Ancienne Capitale[3]
- Titre original : 古都 (Koto?)
- Réalisation : Kon Ichikawa
- Scénario : Shin'ya Hidaka et Kon Ichikawa d'après le roman Kyoto de Yasunari Kawabata
- Photographie : Kiyoshi Hasegawa (ja)
- Montage : Chizuko Osada (ja)
- Société de production : Horikaku Production
- Sociétés de distribution : Tōhō
- Pays de production :  Japon
- Langue originale : japonais
- Format : couleur - 1,66:1 - Format 35 mm - son mono
- Genre : drame
- Durée : 125 minutes[4] (métrage : neuf bobines - 3 421 m[4])
- Date de sortie :
  - Japon : 6 décembre 1980[4]

## Distribution
- Momoe Yamaguchi : Chieko Sada / Naeko
- Tomokazu Miura : Seisaku
- Masaya Oki : Ryusuke Mizuki
- Jun Hamamura : Sōzō Ōtomo
- Takeshi Katō : Yahei Mizuki
- Akiji Kobayashi : Endō
- Keiko Kishi : Shige Sada